# Pawel Ossipowitsch Somow
Pawel Ossipowitsch (Iossifowitsch) Somow (russisch Павел Осипович (Иосифович) Сомов; * 25. Junijul. / 7. Juli 1852greg.; † 1. Januar 1919) war ein russischer Mathematiker, Physiker und Hochschullehrer.

## Leben
Somow, Sohn des Mathematikers Ossip Iwanowitsch Somow, besuchte 1861–1869 in St. Petersburg die Schule Karl Ivanovich Mays. Er schloss das anschließende Studium an der Universität St. Petersburg 1873 als Kandidat der mathematischen Wissenschaften ab. Anschließend hörte er Vorlesungen über Mathematik und Mathematische Physik an der Humboldt-Universität zu Berlin.
Von 1874 bis 1887 lehrte Somow Mechanik und Mathematik am St. Petersburger Forstinstitut.  Daneben lehrte er Theoretische Mechanik in den Minen-Offiziersklassen für Ingenieursoffiziere in Kronstadt (1877–1880) und in den St. Petersburger Höheren Kursen für Frauen (1880–1887). 1885 wurde er nach Verteidigung seiner Dissertation über die Kinematik eines zweidimensionalen ähnlich-veränderlichen Systems zum Magister der Angewandten Mathematik promoviert. Darauf war er Privatdozent an der Universität St. Petersburg (1886–1887).
1886 wurde Somow Professor für Analytische Mechanik an der Universität Warschau. 1891 wurde er nach Verteidigung seiner Dissertation über die Kinematik eines kollinear-veränderlichen allgemeinen Systems zum Doktor der Angewandten Mathematik promoviert. 1898 wurde er Professor für Theoretische Mechanik am Warschauer Polytechnischen Institut. 1903 hielt er eine Vorlesung in St. Petersburg an der Nikolai-Marineakademie. Nach Beurlaubung 1905 kehrte er 1906 aus Warschau nach St. Petersburg zurück.
Somows Forschungsschwerpunkte waren die Kinematik und die Theorie der Struktur mechanischer Systeme sowie die Vektoranalysis und die Schraubentheorie. Er entwickelte das Konzept der Freiheitsgrade der Kinematischen Kette und untersuchte die Kinematik ähnlich-veränderlicher und kollinear-veränderlicher Systeme. Er entwickelte eine Struktur-Formel für kinematische Ketten und Getriebe, die später von Alexander Petrowitsch Malyschew verfeinert und als Somow-Malyschew-Formel bekannt wurde.
Somow war verheiratet und hatte drei Kinder.

## Werke (Auswahl)
- Über einen Satz von Burmester. In: Zeitschrift für Mathematik und Physik. 1883, S. 248.
- Über die Bewegung ähnlich-veränderlicher ebener Systeme. In: Zeitschrift für Mathematik und Physik. 1885, S. 193.
- Über Schraubengeschwindigkeiten eines festen Körpers bei verschiedener Zahl von Stützflächen. In: Zeitschrift für Mathematik und Physik. Band 42, 1897, S. 133–153.